# Limp Bizkit
Limp Bizkit ist eine 1994 gegründete US-amerikanische Nu-Metal-Band aus Jacksonville, Florida. Die Band hat in ihrer Karriere bislang mehr als 50 Millionen Tonträger verkauft, darunter über 40 Millionen Alben.

## Geschichte

### Die Anfänge (1994–1997)
1994 in Jacksonville, Florida (USA) von Fred Durst, Bassist Sam Rivers und seinem Cousin John Otto (Schlagzeug) gegründet, leitete sich der Name durch die Äußerung eines Freundes von Durst ab: Dieser sprach davon, dass sein Hirn sich anfühle wie ein „limp biscuit“ („schlaffer Keks“). Aus „biscuit“ entwickelte sich zunächst „biscut“ und mit dem Einstieg des Gitarristen Wes Borlands zu „Bizkit“. Der Ausdruck ,limp biscuit‘ bedeutet im Englischen etwa ,Kekswichsen‘.

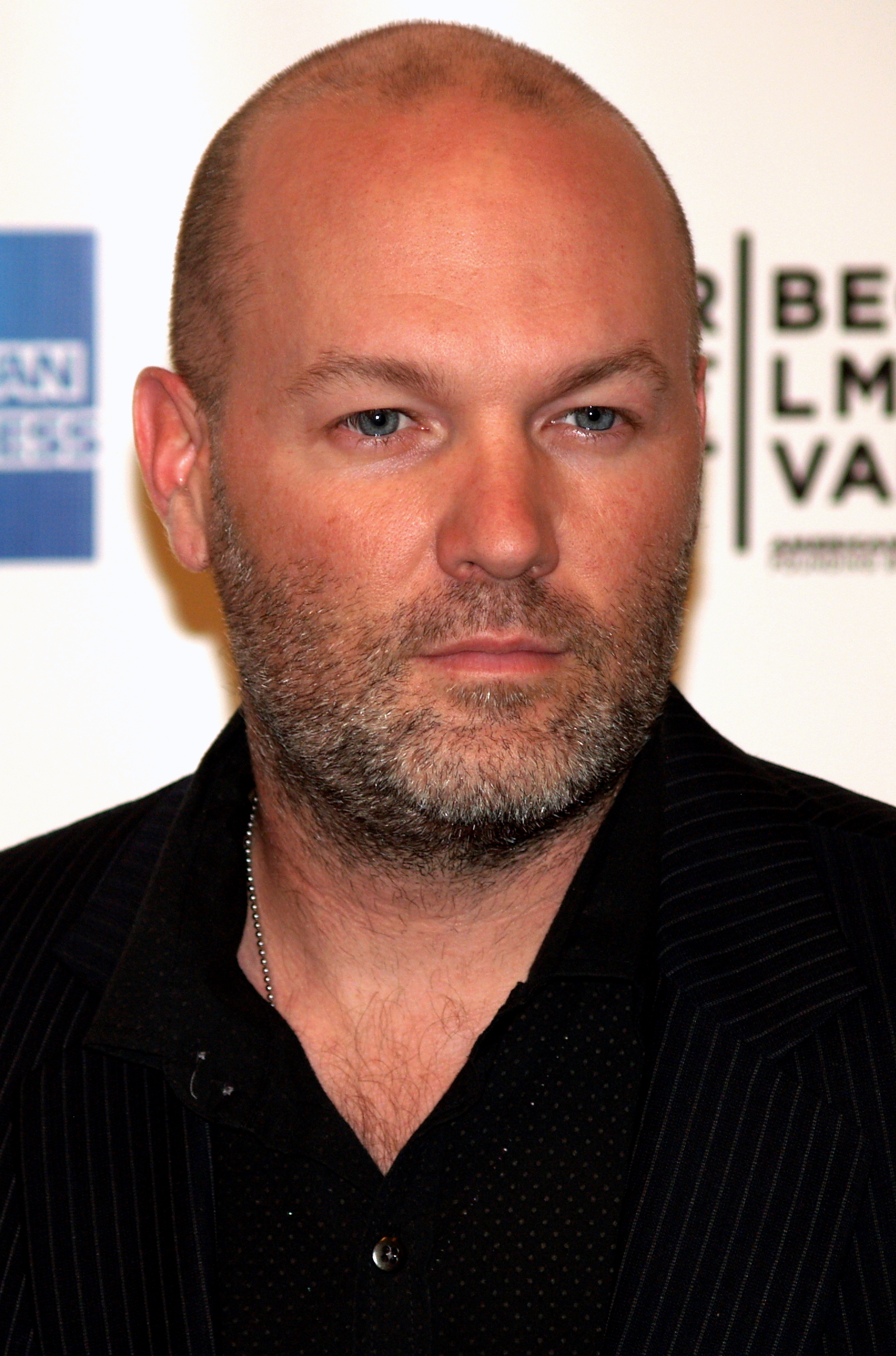
Fred Durst, Sänger

Im Gründungsjahr tätowierte Fred Durst den Korn-Bassisten Fieldy und freundete sich mit ihm an. Durst stach ihm unter Alkoholeinfluss statt dem gewünschten Schriftzug „KoЯn“ das Wort „HoЯn“. Auf die Musik der vier Punks wurden Korn allerdings erst bei ihrem nächsten Konzert in Jacksonville aufmerksam, wo Durst ihnen ein Demotape vorspielte. Sie organisierten für Limp Bizkit Touren mit House of Pain und den Deftones. Während dieser Zeit freundete sich DJ Lethal mit der Band an und entschied sich, mit ihnen weiter zu touren, da sich House of Pain auflösten. Nach den vorher genannten Touren kam die Gruppe beim Indielabel Flip Records unter Vertrag.

### Die ersten drei Alben (1997–2001)
Ihr am 1. Juli 1997 veröffentlichtes Debütalbum Three Dollar Bill, Y'all$ verkaufte sich sechs Millionen Mal. Das am 22. Juni 1999 folgende Significant Other wurde zu einem noch größeren Verkaufserfolg. Korn-Sänger Jonathan Davis, Wu-Tang Clans Method Man und Stone-Temple-Pilots-Sänger Scott Weiland wirkten an diesem Album mit. Es verkaufte sich 843.000 Mal allein in der ersten Woche und machte Limp Bizkit infolgedessen auch international bekannt. Im Jahr 1999 nahm die Band am Woodstock-III-Festival teil, was deren Bekanntheitsgrad, hauptsächlich aufgrund negativer Schlagzeilen, weiter steigerte. Ihr drittes Album Chocolate Starfish and the Hot Dog Flavored Water hatte mit Method Man, Redman, DMX und Xzibit wieder einige prominente Gäste. Das Album verkaufte sich 1.054.511 Mal in der ersten Woche, was eine weitere Steigerung zu den Verkäufen von Significant Other in dessen erster Verkaufswoche darstellte. Die Band begann im Anschluss wieder zu touren.

### Anger Management Tour und Pacific Rim Tour (2001–2002)

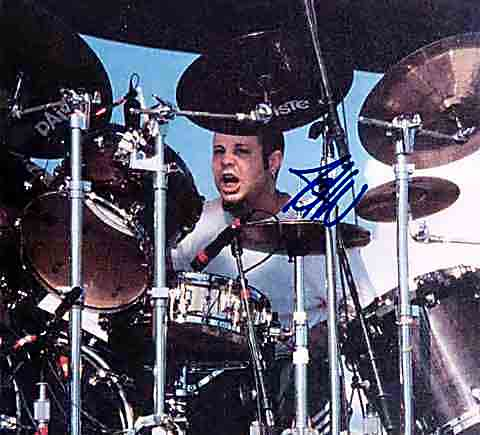
John Otto, Schlagzeuger

Auf der Anger Management Tour spielten sie mit Eminem, Papa Roach und DMX. Direkt im Anschluss startete die Pacific Rim Tour, ihre erste Welttournee mit Auftritten als Headliner in Japan, Neuseeland und Australien.
Bei einem Konzert am 26. Januar 2001 in Australien ereignete sich ein Todesfall, als die 16-jährige Jessica Michalik einen Herzanfall erlitt und starb. Limp Bizkit äußerten ihre Trauer über den Vorfall (really nothing can describe the sadness and anguish we are feeling, zu deutsch: „Wirklich nichts kann die Trauer und die Seelenqualen beschreiben, die wir empfinden“), führten die Tour jedoch weiter. Gigs in Deutschland und Irland wurden aufgrund einer Rückenverletzung von Fred Durst abgesagt. Im Jahr 2001 fanden in Deutschland nur zwei Konzerte statt: eines in Oberhausen und ein weiteres am 13. Juni in Bremen.
Im Herbst/Winter 2001 erschien unter dem Namen New Old Songs ein Remixalbum, das neu gemischte – jedoch bekannte – Songs beinhaltete. Vor der Veröffentlichung des neuen Albums stieg Gitarrist Wes Borland aus der Band aus. Er gab an, er habe bei Limp Bizkit nur noch des Geldes wegen mitgemacht. Mit seinen Kollegen aus seiner Zweitband Big Dumb Face gründete er die Band Eat the Day, welche sich später wieder auflösen musste, da kein Sänger gefunden werden konnte.

### Mike Smith undResults May Vary(2002–2004)
Limp Bizkit musste sich einen neuen Gitarristen suchen. Hierzu gab man den Fans auf der „Tour“ Put Your Guitar Where Your Mouth Is die Chance, sich in einer 60-sekündigen Session zu beweisen. Als die Tour am 11. Februar 2002 in Los Angeles endete, war noch kein Ersatz für Wes Borland gefunden. Da die Produktion des vierten Albums vor der Tür stand, beschlossen Fred Durst und Sam Rivers, dass sie selbst zunächst die Gitarrenparts einspielen würden. Bei einigen Songs wurde auch die Gitarre von dem Mitproduzenten und Sound-Engineer Michael Baskette eingespielt. Kurz vor Ende der Aufnahmen zu Results May Vary stieg mit dem früheren Snot-Gitarristen Mike Smith ein Nu Metal erfahrener Musiker in die Band ein.
In der Mitte des Jahres 2002 meldete sich Fred Durst wieder zu Wort. Er wollte, dass Wes zurückkommt. Daraufhin gab er dessen E-Mail-Adresse bekannt. Wes Borland meldete sich daraufhin. Er habe die Mailüberschriften gelesen und dabei stellte sich heraus, dass 75 % gegen ein Comeback waren.
Am 16. September 2003 erschien mit Eat You Alive die erste Single von Results May Vary, das eine Woche später in die Plattenläden kam. Zweite Single wurde Behind Blue Eyes, die Coverversion eines Klassikers von The Who aus dem Jahr 1971, die auch als Soundtrack für den Film „Gothika“ diente. Die Hauptrolle darin spielt Halle Berry, die auch, zusammen mit Fred Durst, im zugehörigen Musikvideo auftritt. Vom 1. Juni bis zum 10. August 2003 gingen Limp Bizkit als Support zusammen mit Mudvayne, den Deftones, Linkin Park und Metallica auf Summer Sanitarium Tour. Im Herbst folgte die Back To Basics Tour zusammen mit Korn. Vom Februar bis zum April 2004 war Limp Bizkit in Europa zu sehen.

### Wiedereinstieg Borlands undThe Unquestionable Truth (Part 1)(2004–2005)

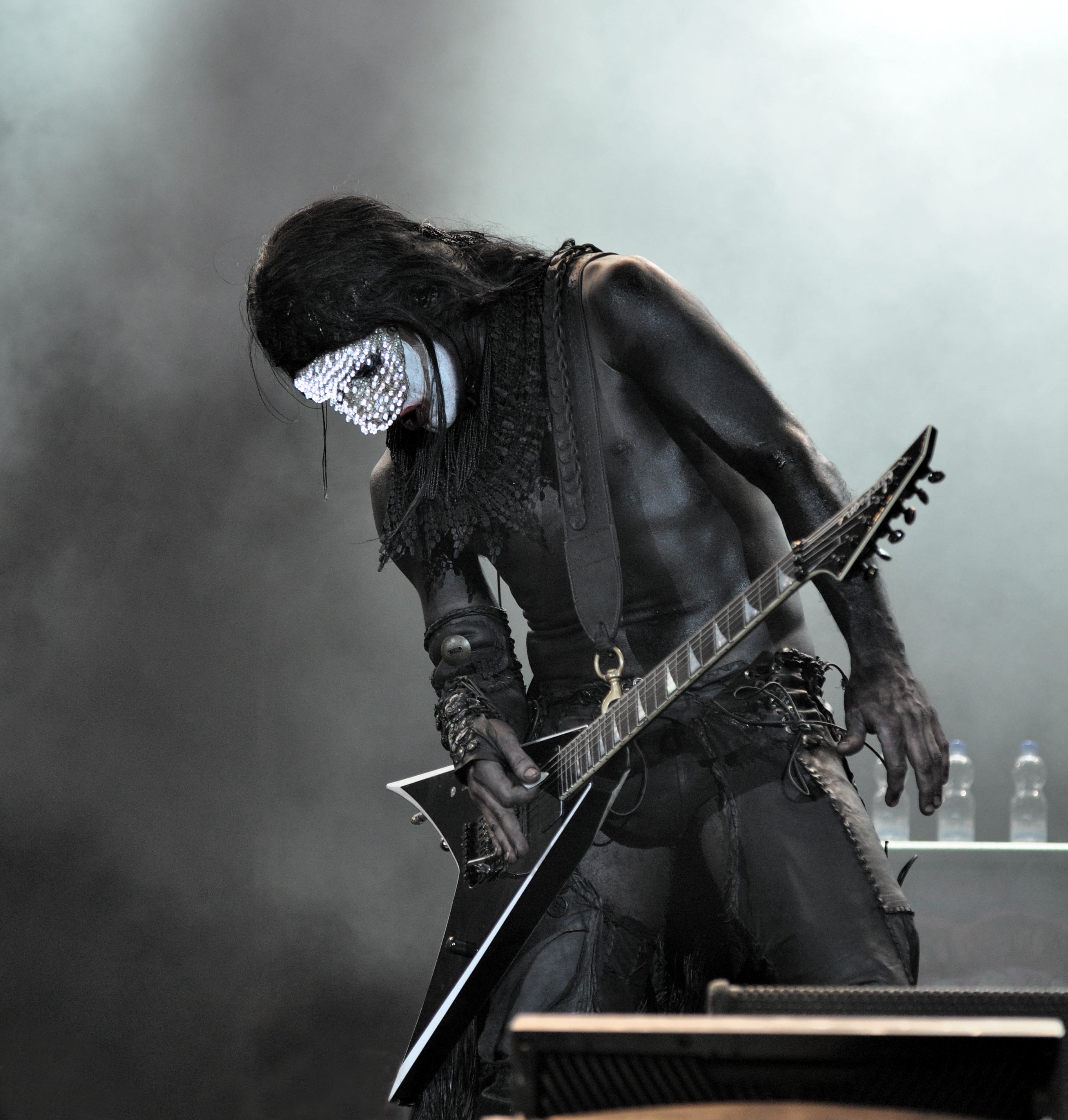
Wes Borland mit Limp Bizkit beim Rock am Ring 2013

Am 13. August 2004 wurde der alte Limp-Bizkit-Gitarrist Wes Borland wieder in die Band zurückgeholt. Es kursierten schon längere Zeit Gerüchte, dass dieser mit der Band für das neue Album proben solle und am 13. August 2004 gab es eine offizielle Bestätigung seitens Limp Bizkit. Zusammen mit der alten Truppe wurden die Aufnahmen zu The Unquestionable Truth (Part 1) begonnen. Anfang 2005 begab sich Schlagzeuger John Otto aufgrund seiner Drogenprobleme selbst in eine Reha-Klinik. Für ihn sprang Samy Siegler am Schlagzeug ein, der schon bei Glassjaw Schlagzeuger war. Die Veröffentlichung von The Unquestionable Truth (Part 1) sollte ohne jegliche Medienunterstützung erfolgen und es sollte keine Single veröffentlicht werden. Gemessen an den Verkaufszahlen zu Chocolate Starfish and the Hot Dog Flavored Water war The Unquestionable Truth (Part 1) weniger erfolgreich, es verkaufte sich in der ersten Woche ca. 250.000 Mal.
Ende 2005 wurde das Greatest-Hits-Album Greatest Hitz veröffentlicht, welches neben den bekanntesten und erfolgreichsten Stücken der Band auch den als Single ausgekoppelten Song Home Sweet Home/Bittersweet Symphony enthält, welches eine Kreuzung (Mash-Up) aus Mötley Crües Home Sweet Home und The Verve Bitter Sweet Symphony ist. Ebenfalls enthalten sind zwei andere neue Tracks namens Why und Lean on Me, welche aus der Results-may-Vary-Zeit stammen. Gleichzeitig wurde die DVD Greatest Videoz veröffentlicht, auf der sich viele Musikvideos zu den erschienenen Singles befinden. Dieses Album bzw. diese DVD wurde von der Plattenfirma gefordert und war nicht von Limp Bizkit gewollt.

### Borlands Nebenprojekt (2005–2007)
Der Gitarrist Wes Borland beschloss 2005, sich der Band „Black Light Burns“ als Leadsinger anzuschließen, welche aus ebenfalls bekannten Mitgliedern anderer Bands besteht (Wes Borland (Limp Bizkit), Danny Lohner (Nine Inch Nails), Drummer Josh Freese (A Perfect Circle) und Keyboarder Josh Eustis (Telefon Tel Aviv)). Es kam zu Gerüchten, nach denen Borland die Band Limp Bizkit wieder verlassen würde, da sowohl seine neue Band, als auch Limp Bizkit 2006 touren wollten. Gründe dafür waren, dass es mit der Zeit ruhig um Limp Bizkit wurde und die Mitglieder der Band keinen engen Kontakt mehr zueinander hatten.
Als Reaktion auf ein Interview mit Wes Borland im März 2006, in dem dieser die Auflösung Limp Bizkits verkündete, ließ Fred Durst verlauten, dass Limp Bizkit nicht aufgelöst sei, sondern einen neuen Sound entwickle. Die Band sei auf der Suche nach einem Ersatz für Wes Borland. Seit dem Ende dieses Streits zwischen Wes Borland und Fred Durst veröffentlicht Fred Durst zahlreiche nicht veröffentlichte Songs über das MySpace-Portal. Bisher hat er When It Rains (in kein Album klassifizierbar), Crack Addict, Relentless, Cowgirls from Hell, Masterbation, Press Your Luck, Fool’s Game (Demo „Underneath The Gun“), Poison Ivy (alle aus der „Results May Vary“-Zeit), Until the End, Unacceptableinterlude, Space Invader und Say Something Sayable über seine MySpace-Seite veröffentlicht, um „die Wartezeit auf das neue Album zu verkürzen“.

### Weitere Entwicklung (2007–2009)

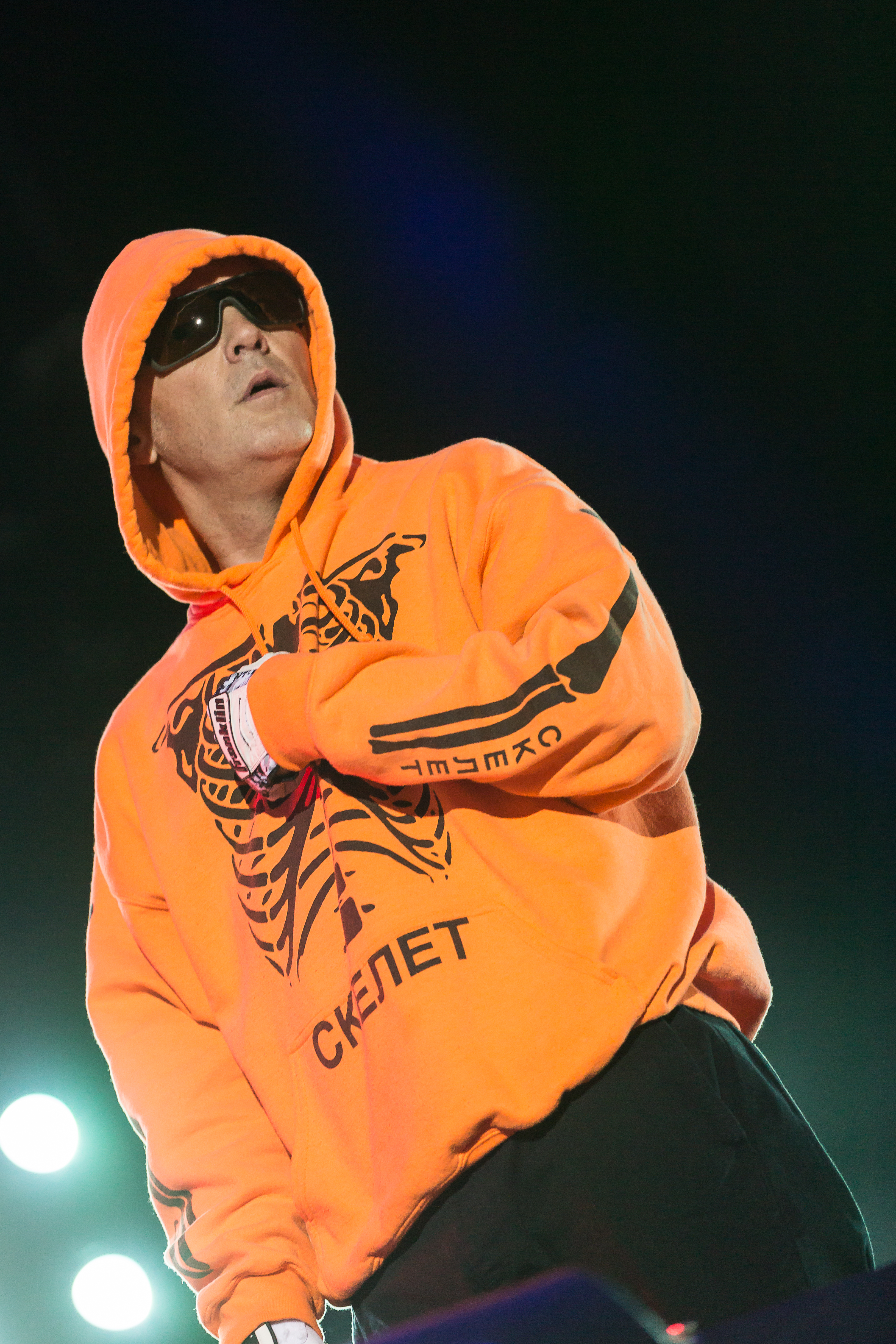
Fred Durst beim Full Force 2019

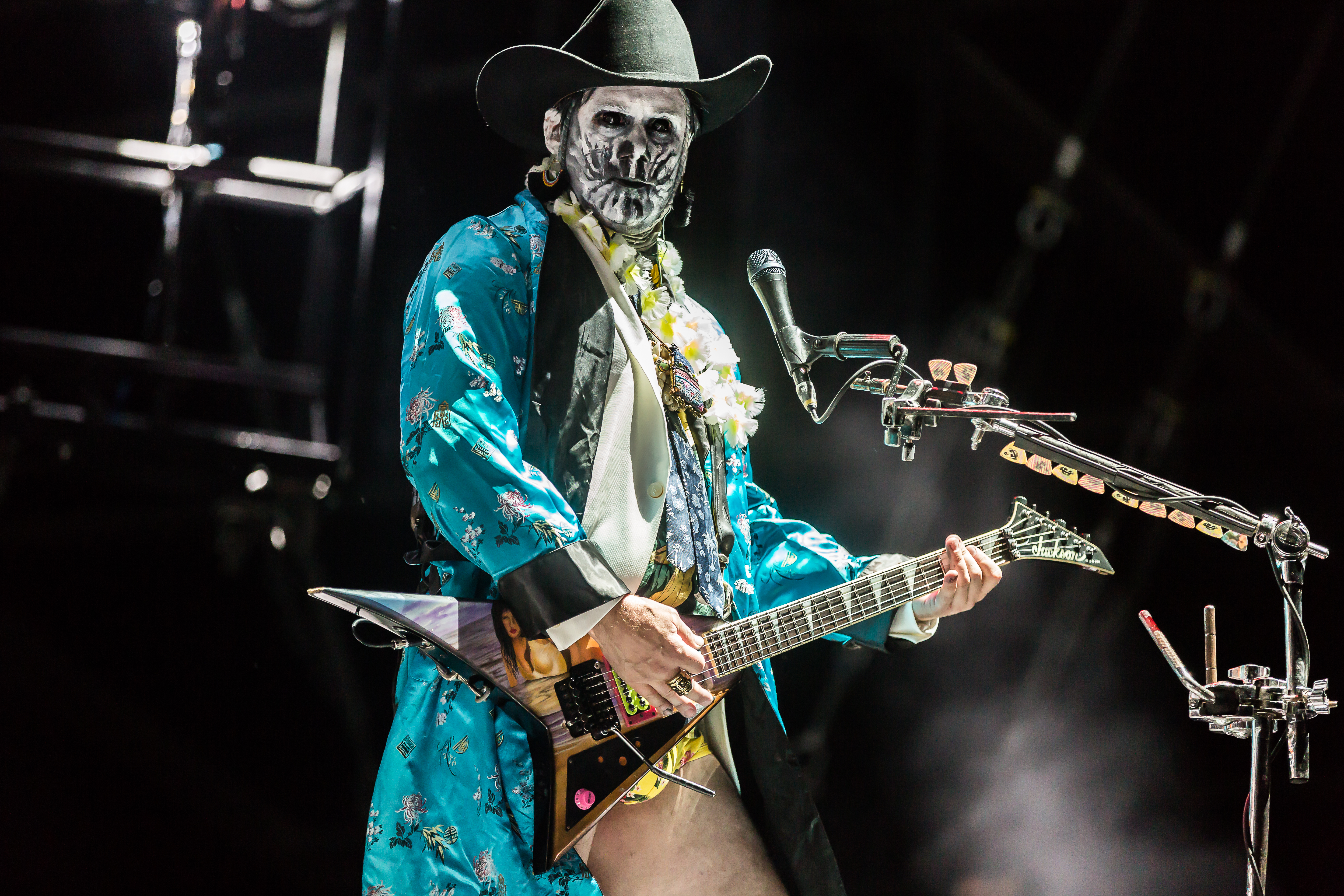
Wes Borland mit Limp Bizkit beim Full Force 2019

Im März 2007 äußerte Fred Durst über das MySpace-Portal erneut den Wunsch, sich wieder mit Wes Borland zu versöhnen und erneut zu touren. Borland bekräftigte daraufhin, dass sein ganzer Fokus nur noch auf Black Light Burns gerichtet sei. Nachdem lange Zeit keine Neuigkeiten seitens des Status der Band veröffentlicht wurden, starteten mehrere Fan-Webseiten im Mai 2007 eine großräumig angelegte Protest-Aktion gegen die Informationspolitik der Band, worauf auf der MySpace-Seite von Limp Bizkit ein neues Freestyle-Lied namens „Summer of Bipolar Love“ von Fred Durst veröffentlicht wurde.
Im Februar 2008 wurde eine Pressemitteilung bezüglich eines Release einer Live-DVD vom Konzert bei Rock im Park vom Jahre 2001 veröffentlicht. Die DVD wurde in Deutschland am 25. April 2008 (England: 31. März 2008; USA: 15. Mai 2008) veröffentlicht, wobei zwei verschiedene Versionen erhältlich waren. Es gab eine CD/DVD-Version und eine DVD-Version. Auf der DVD befindet sich das komplette Konzert, ein Interview mit DJ Lethal und eine Remix-Version des Konzerts. Auf der DVD der CD/DVD-Version befindet sich nur die Remix-Version des Konzerts.
Am 12. Februar 2009 gaben Limp Bizkit in einem Blog-Eintrag bekannt, dass sie in Zukunft wieder in Originalbesetzung agieren würden. Diesem Eintrag ließ sich entnehmen, dass neben den damals bereits bekannten Auftritten bei Rock am Ring und Rock im Park im Frühling eine Welt-Tournee mit zahlreichen weiteren Headliner-Auftritten auf großen Festivals geplant gewesen sei.

### Gold Cobra(2010–2011)
Der 24. August 2009 war der offizielle Aufnahmebeginn des neuen Albums. Weniger als einen Monat später gab Fred Durst über Twitter bekannt, dass die Instrumental-Aufnahmen fertig seien. In einem ebenfalls von ihm folgend veröffentlichten Video wurde bekannt gegeben, dass Tom Green und Christopher Boykin am neuen Album mitwirken würden. Am 30. November gab Durst in einem exklusiven Interview bekannt, dass das neue Album Gold Cobra heißen werde. Am 30. April 2010 wurde als erster Song Why Try auf ihrer Website veröffentlicht. Der Song Walking Away wurde über Twitter am 8. August 2010 veröffentlicht. Des Weiteren sind viele Demos von Songs wie z. B. Shark Attack, Douchebag oder 90.2.10 im Internet veröffentlicht worden.
Limp Bizkit traten 2010 sieben Mal in Deutschland auf. Am 9. Oktober beendeten sie ihre Tournee in Europa und setzten ihre Südamerika-Tour (u. a. mit Konzerten in Panama-Stadt, São Paulo und Buenos Aires) fort.
Am 16. Mai 2011 veröffentlichten Limp Bizkit die erste Single des neuen Albums Gold Cobra, Shotgun, via Amazon, iTunes und anderen Online-Musikshops. Am 24. Juni 2011 veröffentlichte die Band ihr neues Album Gold Cobra.

### Neues Label (seit 2011)
Nachdem Durst bereits im Dezember 2011 bekanntgab, dass Limp Bizkit beabsichtigten, sich vom Label Interscope zu trennen, wurde im Februar 2012 über die Homepage mitgeteilt, dass sie zu Cash Money Records wechseln würden.
Kurz darauf teilte Durst über Twitter mit, dass die Band zwei Veröffentlichungen produzieren wolle: die EP The Unquestionable Truth Part 2 sowie das sechste Studioalbum Stampede of the Disco Elephants.
Am 1. April 2012 gab die Band auf ihrer offiziellen Facebook-Seite bekannt, dass DJ Lethal und der Schlagzeuger John Otto kein Bestandteil der Band mehr seien. Grund hierfür waren laut Band Drogenprobleme und ihr „zerstörerischer Lebensstil“. Am 3. April gab Durst bekannt, dass die Dinge mit John Otto in die richtige Richtung gehen. Somit trennte sich Limp Bizkit nur von DJ Lethal. Frank Carino alias DJ Skeletor ersetzte DJ Lethal im weiteren Verlauf der Tournee. Eine Entscheidung darüber, ob dieser in Zukunft vielleicht sogar fest zur Bandbesetzung zählen würde, wurde bis zum Tournee-Ende offengelassen. Am 12. Oktober 2012 wurde bekannt, dass DJ Lethal wieder Teil der Band war, nachdem er sich offiziell entschuldigt hatte. Kurz darauf verließ er die Band jedoch abermals.
Am 24. März 2013 veröffentlichte die Band den Song Ready to Go, bei dem als Gastmusiker Lil Wayne mitwirkte. Der Song wurde bereits 2010 in einer Version ohne Lil Wayne von Durst in einem Live Stream vorgespielt.
Das sechste Studioalbum Still Sucks erschien schließlich am 31. Oktober 2021 über das Label Suretone Records.

## Diskografie
Studioalben

| Jahr | Titel Musiklabel                                                                    | Höchstplatzierung, Gesamtwochen, AuszeichnungChartplatzierungen (Jahr, Titel, Musiklabel, Platzierungen, Wochen, Auszeichnungen, Anmerkungen) | Höchstplatzierung, Gesamtwochen, AuszeichnungChartplatzierungen (Jahr, Titel, Musiklabel, Platzierungen, Wochen, Auszeichnungen, Anmerkungen) | Höchstplatzierung, Gesamtwochen, AuszeichnungChartplatzierungen (Jahr, Titel, Musiklabel, Platzierungen, Wochen, Auszeichnungen, Anmerkungen) | Höchstplatzierung, Gesamtwochen, AuszeichnungChartplatzierungen (Jahr, Titel, Musiklabel, Platzierungen, Wochen, Auszeichnungen, Anmerkungen) | Höchstplatzierung, Gesamtwochen, AuszeichnungChartplatzierungen (Jahr, Titel, Musiklabel, Platzierungen, Wochen, Auszeichnungen, Anmerkungen) | Anmerkungen                                                    |
| Jahr | Titel Musiklabel                                                                    | DE | AT | CH | UK | US | Anmerkungen                                                    |
| ---- | ----------------------------------------------------------------------------------- | --- | --- | --- | --- | --- | -------------------------------------------------------------- |
| 1997 | Three Dollar Bill, Yall$ Flip Records • Interscope Records                          | — | — | — | UK50 a Gold · (10 Wo.)UK | US22 b ×2Doppelplatin · (77 Wo.)US | Erstveröffentlichung: 1. Juli 1997 Verkäufe: + 2.242.500       |
| 1999 | Significant Other Flip Records • Interscope Records                                 | DE13 Gold · (60 Wo.)DE | AT7 Gold · (48 Wo.)AT | CH38 Gold · (21 Wo.)CH | UK10 Platin · (47 Wo.)UK | US1 ×7Siebenfachplatin · (103 Wo.)US | Erstveröffentlichung: 22. Juni 1999 Verkäufe: + 16.000.000     |
| 2000 | Chocolate Starfish and the Hot Dog Flavored Water Flip Records • Interscope Records | DE1 Gold · (61 Wo.)DE | AT1 Platin · (50 Wo.)AT | CH4 Platin · (53 Wo.)CH | UK1 ×3Dreifachplatin · (54 Wo.)UK | US1 ×6Sechsfachplatin · (72 Wo.)US | Erstveröffentlichung: 16. Oktober 2000 Verkäufe: + 9.603.000   |
| 2003 | Results May Vary Flip Records • Interscope Records                                  | DE1 Gold · (32 Wo.)DE | AT1 Gold · (31 Wo.)AT | CH6 Gold · (38 Wo.)CH | UK7 Gold · (7 Wo.)UK | US3 Platin · (32 Wo.)US | Erstveröffentlichung: 22. September 2003 Verkäufe: + 1.422.500 |
| 2011 | Gold Cobra Flip Records • Interscope Records                                        | DE1 Gold · (17 Wo.)DE | AT2 (12 Wo.)AT | CH2 (12 Wo.)CH | UK30 (2 Wo.)UK | US16 (6 Wo.)US | Erstveröffentlichung: 24. Juni 2011 Verkäufe: + 126.000        |
| 2021 | Still Sucks Suretone Records                                                        | DE54 (2 Wo.)DE | AT29 (2 Wo.)AT | CH35 (1 Wo.)CH | UK79 (1 Wo.)UK | US155 (1 Wo.)US | Erstveröffentlichung: 31. Oktober 2021                         |

## Auszeichnungen
- American Music Awards
  - 2001: für Beste Alternative Gruppe
  - 2002: für Bester Alternative Künstler
- MTV Europe Music Awards
  - 2001: für Beste Website
  - 2001: für Beste Gruppe
  - 2001: für Bestes Album (Chocolate Starfish and the Hot Dog Flavoured Water)
- MTV Video Music Awards
  - 2000: für Bestes Rock Video (Break Stuff)
  - 2001: für Bestes Rock Video (Rollin’)
- Echo
  - 2001: für Beste internationale Metalband
- Bravo Otto
  - 2000: Bronze für Band Rock
  - 2001: Silber für Band Rock
- Blockbuster Awards
  - 2000: Modern Rock Group
  - 2001: für Beste Rockband
- Kerrang! Awards
  - 2009: Hall of Fame
- Billboard Video Music Awards
  - 2000: für Video des Jahres (Break Stuff)
  - 2001: Maximum Award Vision (Nookie)
- Billboard End-Year Charts
  - 2000: Beste Rockband
- Orvill J. Gibson Award
  - 2000: für Bester Bassist (Sam Rivers)
- The K-Rock Awards
  - 2003: für Cover des Jahres
  - 2003: für Bester screaming vocal